# Rotö
Rotö är en ö i Åland (Finland). Den ligger i den östra delen av landskapet, 60 km nordost om huvudstaden Mariehamn. Arean är 0,29 kvadratkilometer.
Terrängen på Rotö är mycket platt. Öns högsta punkt är 20 meter över havet. Den sträcker sig 0,8 kilometer i nord-sydlig riktning, och 0,5 kilometer i öst-västlig riktning.